# Университет Педро Педроссяна (стадион)
Университет Педро Педроссяна (порт.-браз. Estádio Universitário Pedro Pedrossian), также называемый Морена́н (порт.-браз. Morenão) — футбольный стадион в Бразилии, располагающийся в городе Кампу-Гранди, штат Мату-Гросу-ду-Сул. Является «домашним» стадионом клубов «Операрио» и «Комерсиал». Самый крупный стадион штата. 

## История
Стадион был открыт 7 марта 1971 года и назван в честь губернатора штата Мату-Гросу-ду-Сул Педро Педроссяна. Второе, неофициальное, но более употребимое название «Моренан» используется, как отсылка к прозвищу Кампу-Гранди — «Темноволосый город» (порт.-браз. Cidade Morena). В этот день был проведён и первый матч, в котором играли специально приглашённые команды из Рио-де-Жанейро и Сан-Паулу. В этой встрече «Фламенго» обыграл «Коринтианс» со счётом 3:1. Автором первого гола являлся Буян
Стадион был построен «Девелоперской компанией Мату-Гросу» (порт.-браз. Companhia de Desenvolvimento de Mato Grosso), у которой в какой-то момент закончились денежные средства. Из-за этого компания была вынуждена продать часть своего имущества, включая стулья, для покрытия расходов. Стадион, несмотря на свою футбольную направленность, также имеет и нефутбольные активы. В частности, на его территории находятся танцевальные студии, офис радиостанции UFMS, небольшие концертные залы и административные здания. На территории арены регулярно проходят концертные мероприятия и легкоатлетические соревнования, в том числе среди любителей. 
В 1971 году на стадионе прошли три матча Кубка Независимости. Вместимость «Университета Педро Педроссяна» составляет 44 200 человек. Наибольшее количество зрителей пришло 23 февраля 1978 года на матч «Операрио» и «Палмейраса» (2:0) — 38 122 человека. Стадион является крупнейшим в штате, а также занимает первое место среди университетских стадионов Бразилии. В 1982 году во время матча «Операрио» и «Васко да Гамы» над стадионом наблюдалось НЛО в виде большого сигарообразного объекта и четырёх мелких объектов. До сих пор это является крупнейшим коллективным наблюдение НЛО в Бразилии — 23 тысячи человек.
В 2014 году из-за проблем с состоянием стадиона, проведение матчей на «Университете Педро Педроссяна» было запрещено. Но в 2017 году был проведён ряд мероприятий, после завершения которых проведение футбольных соревнований снова разрешили. В 2022 году было объявлено о капитальном ремонте стадиона. На это было выделено 9,4 млн реалов, большая часть которых пришла из правительства штата и Фонда поддержки исследований, обучения и культуры. Однако в 2023 году сроки выполнения работ были нарушены

## Виды стадиона
|  |  |  |  |

|  |